# Stowarzyszenie ŁKS Siatkówka Żeńska 2019-2020
Questa voce raccoglie le informazioni riguardanti lo Stowarzyszenie ŁKS Siatkówka Żeńska nelle competizioni ufficiali della stagione 2019-2020.

## Organigramma societario
Area direttiva
- Presidente: Hubert Hoffman

Area tecnica
- Allenatore: Marek Solarewicz (fino al 25 gennaio 2020)
Giuseppe Cuccarini (dal 25 gennaio 2020)
- Allenatore in seconda: Bartłomiej Bartodziejski, Marek Solarewicz (dal 25 gennaio 2020)

## Rosa
| N° | Nome                | Ruolo | Data di nascita   | Nazionalità sportiva |
| -- | ------------------- | ----- | ----------------- | -------------------- |
| 1  | Eva Mori            | P     | 13 marzo 1996     | Slovenia             |
| 2  | Ewa Kwiatkowska     | C     | 12 aprile 1986    | Polonia              |
| 4  | Joanna Pacak        | C     | 9 giugno 1996     | Polonia              |
| 5  | Natalia Nuszel      | S     | 23 febbraio 1989  | Polonia              |
| 6  | Aleksandra Wójcik   | S     | 3 gennaio 1994    | Polonia              |
| 7  | Daria Szczyrba      | S     | 2 dicembre 1998   | Polonia              |
| 8  | Katarina Lazović    | S     | 12 settembre 1999 | Serbia               |
| 10 | Klaudia Gajewska    | C     | 29 settembre 1989 | Polonia              |
| 11 | Nicole Edelman      | P     | 14 aprile 1994    | Stati Uniti          |
| 12 | Monika Bociek       | O     | 6 aprile 1996     | Polonia              |
| 13 | Krystyna Tkaczewska | L     | 24 luglio 1987    | Polonia              |
| 14 | Izabela Żebrowska   | O     | 23 febbraio 1985  | Polonia              |
| 15 | Klaudia Alagierska  | C     | 2 gennaio 1996    | Polonia              |
| 16 | Anna Korabiec       | L     | 11 gennaio 1995   | Polonia              |
| 17 | Oliwia Laszczyk     | S     | 20 febbraio 2002  | Polonia              |
| 18 | Valeria Caracuta    | P     | 14 dicembre 1987  | Italia               |

## Risultati

### Liga Siatkówki Kobiet

#### Girone di andata
| 1ª giornata - 12 ottobre 2019 Łódź Sport Arena, Łódź         | ŁKS                | 3 - 0 | Kalisz         | 25-22, 25-23, 25-22               |
| 2ª giornata - 18 ottobre 2019 Hala MOSiR, Radom              | Radomka            | 1 - 3 | ŁKS            | 25-22, 22-25, 21-25, 18-25        |
| 3ª giornata - 27 ottobre 2019 Łódź Sport Arena, Łódź         | ŁKS                | 1 - 3 | PTPS           | 24-26, 22-25, 25-23, 14-25        |
| 4ª giornata - 9 novembre 2019 Arena Legionowo, Legionowo     | Legionovia         | 3 - 0 | ŁKS            | 25-16, 25-12, 25-22               |
| 5ª giornata - 15 novembre 2019 Łódź Sport Arena, Łódź        | ŁKS                | 3 - 1 | Wrocław        | 25-22, 21-25, 25-20, 25-20        |
| 6ª giornata - 22 novembre 2019 Hala Łuczniczka, Bydgoszcz    | Pałac Bydgoszcz    | 0 - 3 | ŁKS            | 16-25, 22-25, 14-25               |
| 7ª giornata - 1º dicembre 2019 Łódź Sport Arena, Łódź        | ŁKS                | 3 - 0 | Wisła Warszawa | 25-16, 25-22, 25-19               |
| 8ª giornata - 7 dicembre 2019 Hala Podpromie, Rzeszów        | Developres Rzeszów | 3 - 2 | ŁKS            | 23-25, 19-25, 26-24, 25-23, 15-11 |
| 9ª giornata - 11 dicembre 2019 Łódź Sport Arena, Łódź        | ŁKS                | 2 - 3 | Chemik Police  | 15-25, 23-25, 25-21, 25-21, 16-18 |
| 10ª giornata - 14 dicembre 2019 Hala BKS Stal, Bielsko-Biała | BKS                | 3 - 1 | ŁKS            | 19-25, 25-23, 25-14, 25-21        |
| 11ª giornata - 23 ottobre 2019 Łódź Sport Arena, Łódź        | ŁKS                | 1 - 3 | Budowlani Łódź | 25-20, 23-25, 23-25, 23-25        |

#### Girone di ritorno
| 12ª giornata - 2 novembre 2019 Arena Kalisz, Kalisz    | Kalisz         | 2 - 3 | ŁKS                | 25-22, 20-25, 27-25, 19-25, 5-15  |
| 13ª giornata - 13 novembre 2019 Łódź Sport Arena, Łódź | ŁKS            | 3 - 0 | Radomka            | 25-14, 25-19, 25-19               |
| 14ª giornata - 18 gennaio 2020 Hala MOSiR, Piła        | PTPS           | 1 - 3 | ŁKS                | 15-25, 22-25, 25-21, 15-25        |
| 15ª giornata - 26 gennaio 2020 Łódź Sport Arena, Łódź  | ŁKS            | 3 - 0 | Legionovia         | 25-23, 25-23, 25-23               |
| 16ª giornata - 29 gennaio 2020 Hala Orbita, Breslavia  | Wrocław        | 0 - 3 | ŁKS                | 19-25, 20-25, 20-25               |
| 17ª giornata - 2 febbraio 2020 Łódź Sport Arena, Łódź  | ŁKS            | 3 - 1 | Pałac Bydgoszcz    | 25-18, 25-20, 18-25, 25-21        |
| 18ª giornata - 8 febbraio 2020 Hala Koło, Varsavia     | Wisła Warszawa | 0 - 3 | ŁKS                | 11-25, 16-25, 15-25               |
| 19ª giornata - 15 febbraio 2020 Łódź Sport Arena, Łódź | ŁKS            | 0 - 3 | Developres Rzeszów | 14-25, 23-25, 21-25               |
| 20ª giornata - 23 febbraio 2020 Hala Policach, Police  | Chemik Police  | 3 - 2 | ŁKS                | 25-19, 19-25, 25-21, 22-25, 15-10 |
| 21ª giornata - 27 febbraio 2020 Łódź Sport Arena, Łódź | ŁKS            | 3 - 2 | BKS                | 19-25, 25-21, 25-18, 16-25, 15-11 |
| 22ª giornata - 1º marzo 2020 Łódź Sport Arena, Łódź    | Budowlani Łódź | 1 - 3 | ŁKS                | 15-25, 25-20, 14-25, 18-25        |

### Coppa di Polonia

#### Fase a eliminazione diretta
| Quarti di finale - 12 febbraio 2020 Hala Policach, Police | Chemik Police | 3 - 0 | ŁKS | 25-18, 25-11, 25-16 |

### Supercoppa polacca

#### Fase a eliminazione diretta
| Finale - 6 ottobre 2019 Arena Kalisz, Kalisz | Chemik Police | 3 - 0 | ŁKS | 25-21, 25-18, 25-19 |

### Champions League

#### Fase a gironi
| 1ª giornata - 19 novembre 2019 Łódź Sport Arena, Łódź | ŁKS           | 3 - 2 | MTV Stoccarda | 16-25, 25-22, 25-19, 16-25, 15-10 |
| 2ª giornata - 26 novembre 2019 FSK Olymp, Južne       | Chimik        | 2 - 3 | ŁKS           | 25-23, 25-17, 20-25, 18-25, 8-15  |
| 3ª giornata - 17 dicembre 2019 Łódź Sport Arena, Łódź | ŁKS           | 2 - 3 | AGIL          | 25-22, 15-25, 9-25, 25-19, 10-15  |
| 4ª giornata - 23 gennaio 2020 Łódź Sport Arena, Łódź  | ŁKS           | 3 - 1 | Chimik        | 25-15, 25-19, 23-25, 25-22        |
| 5ª giornata - 5 febbraio 2020 SCHARRena, Stoccarda    | MTV Stoccarda | 3 - 1 | ŁKS           | 17-25, 28-26, 25-16, 25-18        |
| 6ª giornata - 18 febbraio 2020 PalaTerdoppio, Novara  | AGIL          | 3 - 0 | ŁKS           | 25-21, 25-20, 26-24               |

## Statistiche

### Statistiche di squadra
| Competizione          | Punti | In casa | In casa | In casa | In trasferta | In trasferta | In trasferta | Totale | Totale | Totale |
| Competizione          | Punti | G       | V       | P       | G            | V            | P            | G      | V      | P      |
| --------------------- | ----- | ------- | ------- | ------- | ------------ | ------------ | ------------ | ------ | ------ | ------ |
| Liga Siatkówki Kobiet | 43    | 11      | 7       | 4       | 11           | 7            | 4            | 22     | 14     | 8      |
| Coppa di Polonia      | -     | 0       | 0       | 0       | 1            | 0            | 1            | 1      | 0      | 1      |
| Supercoppa polacca    | -     | -       | -       | -       | -            | -            | -            | 1      | 0      | 1      |
| Champions League      | 8     | 3       | 2       | 1       | 3            | 1            | 2            | 6      | 3      | 3      |
| Totale                | -     | 14      | 9       | 5       | 15           | 8            | 7            | 30     | 17     | 13     |

G = partite giocate; V = partite vinte; P = partite perse

### Statistiche dei giocatori
| Giocatore      | Liga Siatkówki Kobiet | Liga Siatkówki Kobiet | Liga Siatkówki Kobiet | Liga Siatkówki Kobiet | Liga Siatkówki Kobiet | Coppa di Polonia | Coppa di Polonia | Coppa di Polonia | Coppa di Polonia | Coppa di Polonia | Supercoppa polacca | Supercoppa polacca | Supercoppa polacca | Supercoppa polacca | Supercoppa polacca | Champions League | Champions League | Champions League | Champions League | Champions League | Totale | Totale | Totale | Totale | Totale |
| Giocatore      | P                     | PT                    | AV                    | MV                    | BV                    | P                | PT               | AV               | MV               | BV               | P                  | PT                 | AV                 | MV                 | BV                 | P                | PT               | AV               | MV               | BV               | P      | PT     | AV     | MV     | BV     |
| -------------- | --------------------- | --------------------- | --------------------- | --------------------- | --------------------- | ---------------- | ---------------- | ---------------- | ---------------- | ---------------- | ------------------ | ------------------ | ------------------ | ------------------ | ------------------ | ---------------- | ---------------- | ---------------- | ---------------- | ---------------- | ------ | ------ | ------ | ------ | ------ |
| K. Alagierska  | 21                    | 190                   | 112                   | 63                    | 15                    | 1                | 3                | 3                | 0                | 0                | 1                  | 6                  | 0                  | 2                  | 4                  | 6                | 42               | 21               | 16               | 5                | 29     | 241    | 136    | 81     | 24     |
| M. Bociek      | 18                    | 182                   | 152                   | 17                    | 13                    | 1                | 5                | 4                | 0                | 1                | 0                  | 0                  | 0                  | 0                  | 0                  | 6                | 86               | 76               | 6                | 4                | 25     | 273    | 232    | 23     | 18     |
| V. Caracuta    | 5                     | 4                     | 0                     | 2                     | 2                     | 1                | 0                | 0                | 0                | 0                | 0                  | 0                  | 0                  | 0                  | 0                  | 2                | 0                | 0                | 0                | 0                | 8      | 4      | 0      | 2      | 2      |
| N. Dróżdż      | 0                     | 0                     | 0                     | 0                     | 0                     | 0                | 0                | 0                | 0                | 0                | 0                  | 0                  | 0                  | 0                  | 0                  | 0                | 0                | 0                | 0                | 0                | 0      | 0      | 0      | 0      | 0      |
| N. Edelman     | 5                     | 2                     | 2                     | 0                     | 0                     | 0                | 0                | 0                | 0                | 0                | 0                  | 0                  | 0                  | 0                  | 0                  | 1                | 0                | 0                | 0                | 0                | 6      | 2      | 2      | 0      | 0      |
| K. Gajewska    | 2                     | 2                     | 1                     | 1                     | 0                     | 0                | 0                | 0                | 0                | 0                | 0                  | 0                  | 0                  | 0                  | 0                  | 0                | 0                | 0                | 0                | 0                | 2      | 2      | 1      | 1      | 0      |
| A. Korabiec    | 14                    | 0                     | 0                     | 0                     | 0                     | 1                | 0                | 0                | 0                | 0                | 1                  | 0                  | 0                  | 0                  | 0                  | 5                | 0                | 0                | 0                | 0                | 21     | 0      | 0      | 0      | 0      |
| E. Kwiatkowska | 12                    | 64                    | 51                    | 10                    | 3                     | 1                | 2                | 2                | 0                | 0                | 1                  | 0                  | 0                  | 0                  | 0                  | 3                | 15               | 13               | 0                | 2                | 17     | 81     | 66     | 10     | 5      |
| O. Laszczyk    | 1                     | 0                     | 0                     | 0                     | 0                     | 0                | 0                | 0                | 0                | 0                | 0                  | 0                  | 0                  | 0                  | 0                  | 0                | 0                | 0                | 0                | 0                | 1      | 0      | 0      | 0      | 0      |
| K. Lazović     | 21                    | 302                   | 248                   | 31                    | 23                    | 1                | 2                | 2                | 0                | 0                | 1                  | 13                 | 0                  | 2                  | 11                 | 6                | 88               | 72               | 8                | 8                | 29     | 405    | 322    | 41     | 42     |
| E. Mori        | 22                    | 86                    | 44                    | 26                    | 16                    | 1                | 1                | 0                | 1                | 0                | 1                  | 2                  | 0                  | 1                  | 1                  | 6                | 29               | 11               | 11               | 7                | 30     | 118    | 55     | 39     | 24     |
| N. Nuszel      | 12                    | 24                    | 19                    | 0                     | 5                     | 1                | 1                | 0                | 0                | 1                | 1                  | 1                  | 1                  | 0                  | 0                  | 6                | 4                | 4                | 0                | 0                | 20     | 30     | 24     | 0      | 6      |
| J. Pacak       | 20                    | 137                   | 71                    | 59                    | 7                     | 1                | 2                | 1                | 1                | 0                | 1                  | 5                  | 0                  | 2                  | 3                  | 6                | 35               | 16               | 18               | 1                | 28     | 179    | 88     | 80     | 11     |
| D. Szczyrba    | 11                    | 23                    | 19                    | 1                     | 3                     | 1                | 0                | 0                | 0                | 0                | 0                  | 0                  | 0                  | 0                  | 0                  | 5                | 7                | 5                | 1                | 1                | 17     | 30     | 24     | 2      | 4      |
| K. Tkaczewska  | 21                    | 0                     | 0                     | 0                     | 0                     | 1                | 0                | 0                | 0                | 0                | 1                  | 0                  | 0                  | 0                  | 0                  | 6                | 0                | 0                | 0                | 0                | 29     | 0      | 0      | 0      | 0      |
| A. Wójcik      | 22                    | 255                   | 215                   | 28                    | 12                    | 1                | 7                | 6                | 0                | 1                | 1                  | 7                  | 1                  | 0                  | 6                  | 6                | 73               | 64               | 8                | 1                | 30     | 342    | 286    | 36     | 20     |
| I. Żebrowska   | 14                    | 167                   | 151                   | 9                     | 7                     | 1                | 8                | 8                | 0                | 0                | 1                  | 11                 | 0                  | 0                  | 11                 | 3                | 37               | 36               | 0                | 1                | 19     | 223    | 195    | 9      | 19     |

P = presenze; PT = punti totali; AV = attacchi vincenti; MV = muri vincenti; BV = battute vincenti